# 長徳寺 (板橋区)
長徳寺（ちょうとくじ）は、東京都板橋区にある真言宗豊山派の寺院。

## 歴史
創建年代は不明である。ただ建久年間（1190年-1199年）に行慈阿闍梨によって中興されたことから、少なくとも鎌倉時代初期には既に存在していたものと推測される。
かつての本尊は運慶作とされる大日如来像であり、「子育大日尊」として知られていた。しかし1945年（昭和20年）4月13日の空襲で焼失した。現在の本尊は不動明王で1963年（昭和38年）に造られたものである。
本尊と同じ年に、本堂などの堂宇も再建され、1980年（昭和55年）に山門も再建された。

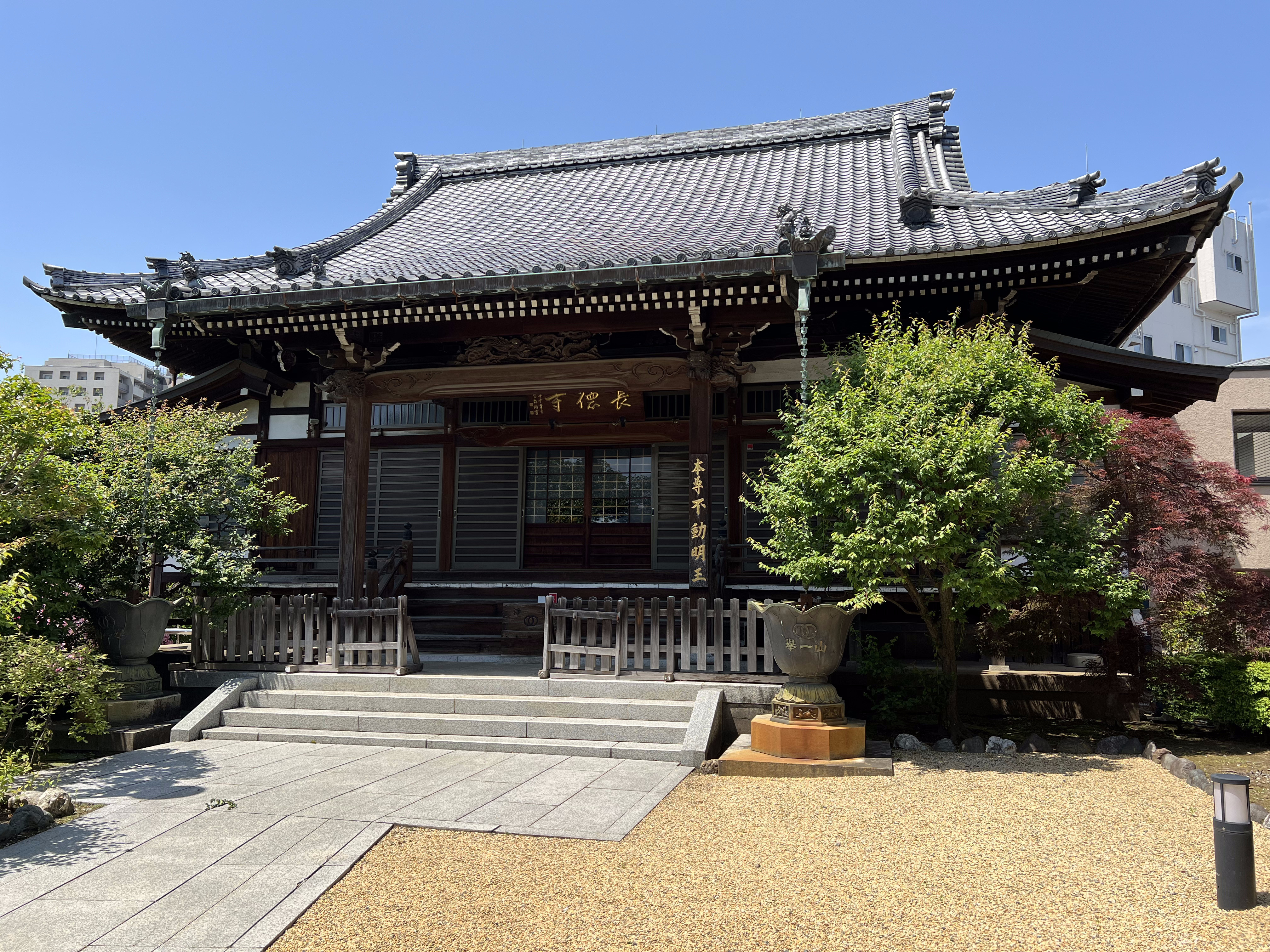
本堂

## 寺宝等
- 不動明王像（本尊）
- 阿弥陀如来像
- 弘法大師像

## 交通アクセス
- 本蓮沼駅より徒歩7分。